# Paloma Kwiatkowski
Paloma Kwiatkowski (29 mei 1994, Vancouver) is een Canadese actrice die in verschillende films en televisieseries heeft gespeeld. Kwiatkowski heeft onder andere gespeeld in Percy Jackson: Sea of Monsters (2013) en Bates Motel (2014).

## Persoonlijk
Kwiatkowski is geboren op 29 mei 1994 in Vancouver, Brits-Columbia en woont in Burnaby, Brits-Columbia. Haar ouders zijn beiden vanuit Polen naar Canada geïmmigreerd. In 2012 behaalde Kwiatkowski haar schooldiploma en werd ze toegelaten tot de Simon Fraser-universiteit, maar besloot dit tot later uit te stellen.

## Filmografie
- Gemeinsame Normdatei: 1074024702
- International Standard Name Identifier: 0000 0004 5122 2877
- Library of Congress Control Number: no2016151522
- Virtual International Authority File: 316876088
- WorldCat: E39PBJgmR99J3GQm6Hxd3H97HC